# УШФ Ешен/Маурен
УШФ Ешен/Маурен е лихтенщайнски футболен отбор от Ешен и Маурен. Отборът играе домакинските си мачове на стадион Шпортпарк Ешен-Маурен, който е построен през 1975 година и разполага с капацитет от 2100 места, 600 от които седящи. Спортпарк Ешен-Маурен е използван като национален стадион на Лихтенщайн до построяването на Рейнпарк Щадион във Вадуц през 1998 година. УШФ Ешен/Маурен както всички останали лихтенщайнски тимове играе в системата на Швейцарската Футболна Лига. Отборът играе в 1.Лига, Група 3 – третото ниво на швейцарския клубен футбол.
Клубът е официално създаден през 1963 година със сливането на ФК Маурен и ФК Ешен. От 1975 година клубът винаги е играл в Лига 2 освен през сезон 1999/00, когато печелят промоция за 1.Лига, Група 3, но впоследствие отново изпадат. Все пак през 2007/08 клубът отново печели промоция и играе в 1.Лига, Група 3 и към днешна дата.
УШФ Ешен/Маурен е 5 пъти носител на Купата на Лихтенщайн, а любопитен факт е, че през сезон 2009/10 жребият отрежда на Ешен/Маурен да играе срещу „Б“ отбора си (дублиращият тим) на 1/2 финал.

## Успехи
Лихтенщайн
- Купа на Лихтенщайн
  -  Носител (5): 1976, 1977, 1978, 1987, 2012
  -  Финалист (17, рекорд): 1979, 1982, 1983, 1985, 1988, 1989, 1990, 1995, 1996, 1998, 2002, 2005, 2009, 2010, 2011, 2014, 2017

Швейцария
- Междурегионална лига на Швейцария:
  -  Шампион (2): 1998/99, 2007/08